# Riffbarsche
Die Riffbarsche (Pomacentridae), die im Deutschen auch Jungfernfische oder Korallenbarsche genannt werden, sind küstennah lebende Meeresfische aus der Gruppe der Barschverwandten (Percomorphaceae). Zu den bekanntesten Riffbarschen gehören die Anemonenfische (Amphiprion), die in einer Symbiose mit großen Seeanemonen leben.
Carl von Linné, der Begründer des biologischen Klassifizierungssystems, hat schon im Jahre 1758 drei Riffbarsche (Abudefduf saxatilis, Amphiprion polymnus und Dascyllus aruanus) mit Hilfe der binominalen Nomenklatur beschrieben.

## Verbreitung
Riffbarsche leben in den tropischen und subtropischen Zonen aller Weltmeere immer an den Küsten bei Fels- und Korallenriffen. Eine Art, der Mönchsfisch (Chromis chromis), lebt auch im Mittelmeer und im Schwarzen Meer. Durch die Lessepssche Migration durch den Sueskanal ist inzwischen auch Abudefduf saxatilis ins Mittelmeer zugewandert. Zwei Arten, Neopomacentrus taeniurus im westlichen Indopazifik und Stegastes otophorus in der Karibik, kommen im Brackwasser von Flussmündungen und im küstennahen Süßwasser vor. Die Arten der indo-australischen Gattung Dischistodus leben vor allem über Sand- und Schlammböden in geschützten Buchten und trübem Wasser.

## Merkmale
Riffbarsche sind kleine, gedrungene, mehr oder weniger hochrückige Fische, die vier bis 35 Zentimeter lang werden. Der Körper ist mit Ctenoidschuppen bedeckt. Ihr Maul ist klein und mit konischen Zähnen, die oft bürstenartige Spitzen haben, besetzt. Die unteren Schlundzähne sind zusammengewachsen. Riffbarsche haben eine einzige durchgehende Rückenflosse mit 8 bis 17 Hart- und 11 bis 18 Weichstrahlen. Der vordere, hartstrahlige Teil ist bei allen Arten länger als der weichstrahlige. Die Afterflosse hat zwei, selten drei Hartstrahlen. Das Seitenlinienorgan ist unvollständig und endet unter dem weichstrahligen Teil der Rückenflosse. Im Unterschied zu den meisten anderen Fischen haben Riffbarsche nur ein Paar Nasenlöcher, die blind enden. Die meisten anderen Fische und auch Barsche haben zwei Paar durchgängige Nasengänge. Viele Arten der in tropischen Gewässern lebenden Riffbarsche sind bunt gefärbt, Rücken und Bauch oft unterschiedlich. Auch senkrechte Streifen kommen bei vielen Gattungen vor. Die Jungfische vieler Arten haben ein wesentlich prächtigeres Farbkleid als die Adulten.

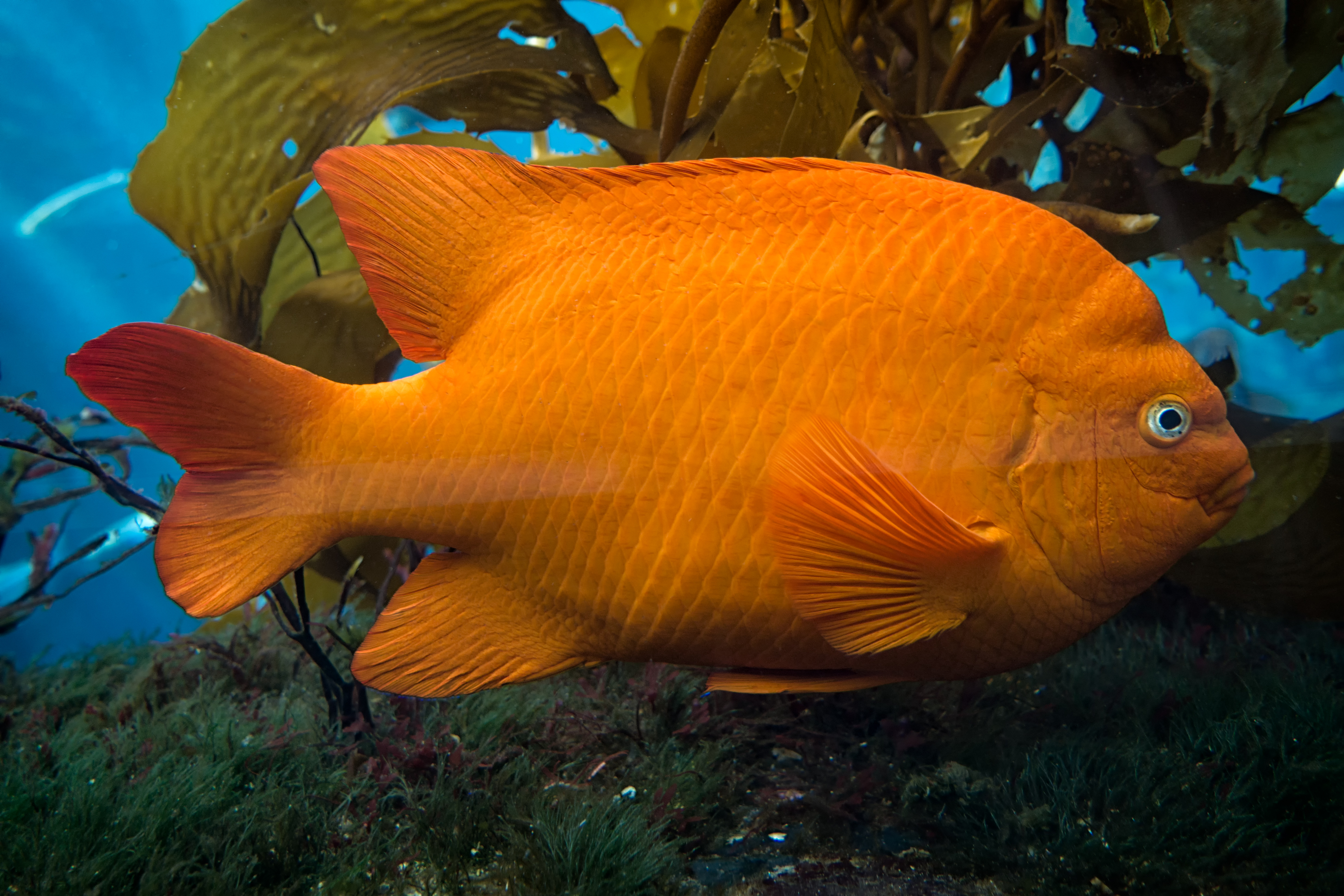
Garibaldifisch (Hypsypops rubicundus)

Der größte Riffbarsch ist der leuchtend orange gefärbte Garibaldifisch (Hypsyops rubicundus), der im kühlen Wasser der Tangwälder an der kalifornischen Küste lebt.

## Ernährung
Die meisten sind Zooplanktonfresser (Gattungen Abudefduf, Chromis und Dascyllus), andere Allesfresser oder Algenfresser, wie die Gattung Parma. Die Stegastes-Arten legen als Farmerfische Algenbeete auf abgestorbenen Steinkorallenästen an, verteidigen diese und zupfen schlecht schmeckende Algen, damit die besser schmeckenden gedeihen.

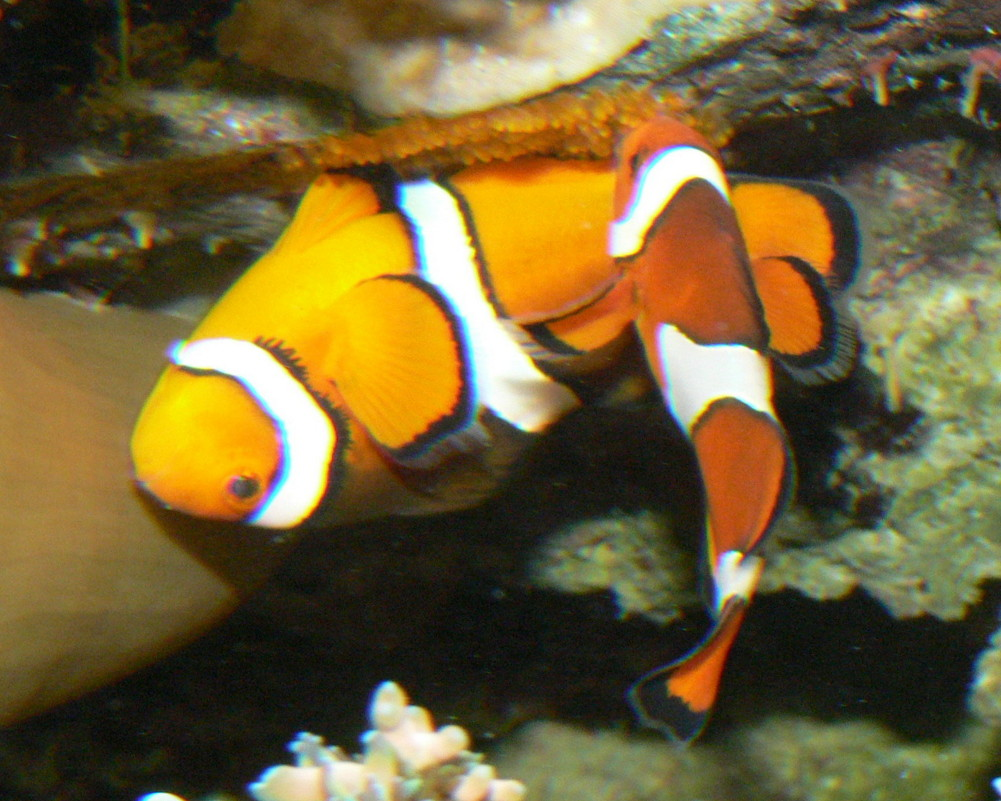
Laichende Amphiprion percula

## Fortpflanzung
Alle Riffbarsche betreiben Brutpflege. Sie laichen auf festen Substraten, entweder offen oder in Höhlen. Die Männchen oder das Paar bewachen und pflegen die Eier, bis die Larven schlüpfen. Der Schwalbenschwanz-Riffbarsch (Acanthochromis polyacanthus) und die drei Arten der Gattung Altrichthys beschützen, als einzige, auch nach dem Schlupf noch bis zu 4 Wochen lang die Jungen.

## Äußere Systematik und Stammesgeschichte
Die Riffbarsche wurden oft in die Unterordnung der Lippfischartigen (Labroidei) gestellt. Die Verwandtschaft der Familien wurde durch die Anatomie der Schlund- und Kiemenregion gestützt. DNA-Sequenzierungen lassen aber keine Verwandtschaft zwischen Lippfischen, Papageifischen und Odaciden auf der einen und Buntbarschen, Brandungsbarschen und Riffbarschen auf der anderen Seite erkennen. Die ähnliche Schädelanatomie ist unabhängig voneinander zwei Mal entstanden.
Für die Riffbarsche, Brandungsbarsche und Buntbarsche und einige andere mit ihnen verwandte Taxa wird deshalb eine neue systematische Gruppe innerhalb der Barschverwandten, die Ovalentaria, vorgeschlagen.
Mit Palaeopomacentrus orphae aus der Monte-Bolca-Formation lassen sich die Riffbarsche fossil seit dem mittleren Eozän nachweisen.

## Innere Systematik
Nach McCord und Kollegen (2021), sowie nach Tang und Mitarbeitern werden die Riffbarsche in vier Unterfamilien eingeteilt. An der Basis stehen die Microspathodontinae, eine Klade von neun, teilweise recht groß werdenden, auch in gemäßigten Gewässern lebenden und auch Pflanzen fressenden Gattungen, allen anderen Riffbarschen als Schwestergruppe gegenüber. Der lang gestreckte Füsilier-Riffbarsch (Lepidozygus tapeinosoma), der früher in eine eigene Unterfamilie gestellt wurde, gehört ebenfalls in die Microspathodontinae. Die Chrominae, die in einer älteren Klassifizierung von Gerald R. Allen noch fünf Gattungen beinhalteten, bestehen jetzt nur noch aus den  Gattungen Azurina, Chromis, Dascyllus und  Pycnochromis. Alle Chrominae sind kleine, überwiegend tropische, riffbewohnende, Schwärme bildende und Plankton fressende Riffbarsche, die in sehr enger, teilweise kommensaler Beziehung zu Steinkorallen leben. Die Gattung Abudefduf ist monophyletisch und ist die einzige der Unterfamilie Glyphisodontinae. Alle übrigen Riffbarsche werden in die Unterfamilie Pomacentrinae gestellt, darunter auch die Anemonenfische (Amphiprion), eine Gruppe von 28 bis 30 teilweise sehr nahe verwandten Arten, die sich vielleicht erst vor relativ kurzer Zeit in die heute existierenden Arten aufgespalten haben. Sie haben keine so herausgehobene Stellung, dass sie eine eigene Unterfamilie bilden können wie noch bei Allen. Die Gattung der Anemonenfische wird in den Tribus Amphiprionini gestellt.
Es gibt 30 Gattungen mit über 400 Arten. Die innere Systematik nach einer Mitte 2021 veröffentlichten Revision der Riffbarsche ist wie folgt:

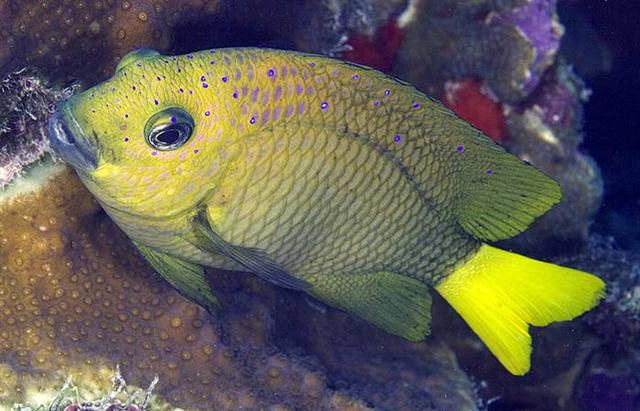
Microspathodon chrysurus

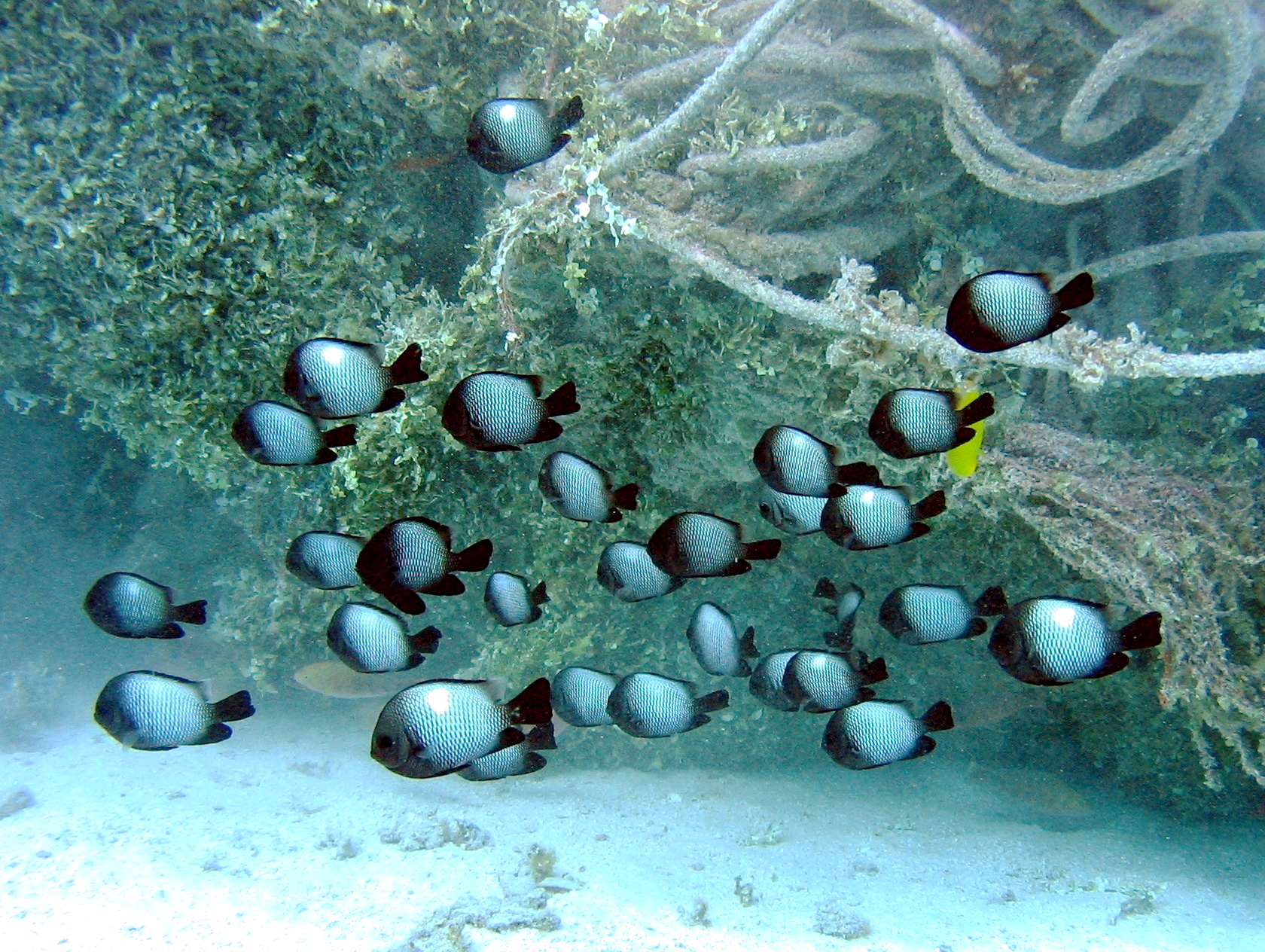
Dascyllus albisella

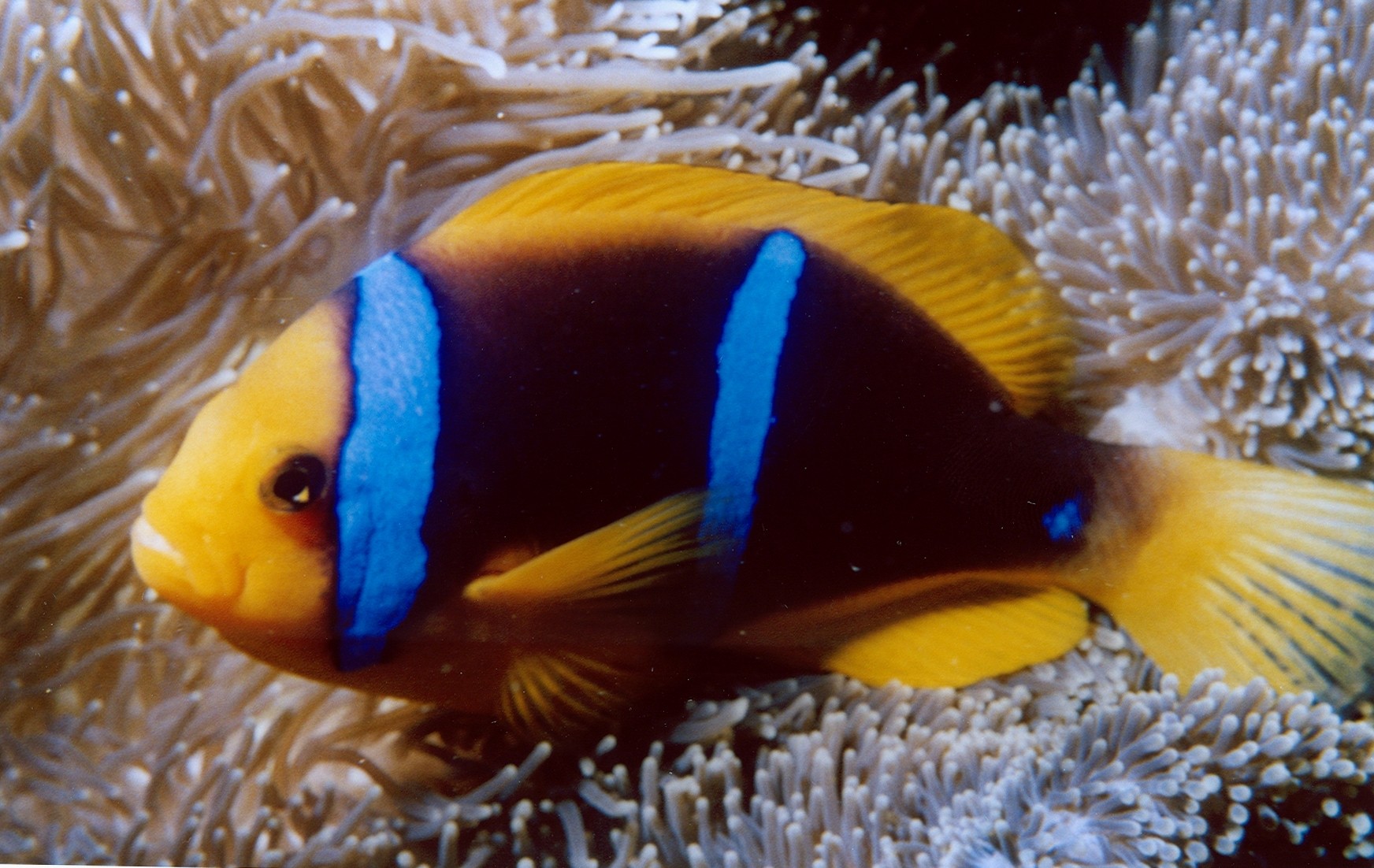
Orangeflossen-Anemonenfisch (Amphiprion chrysopterus)

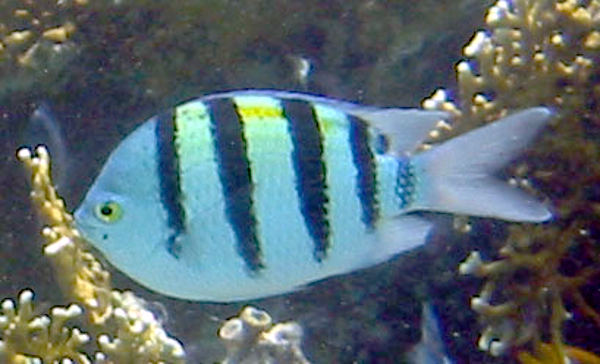
Indo-Pazifischer Feldwebelfisch (Abudefduf vaigiensis)

- Unterfamilie Microspathodontinae Jordan & Evermann 1898
  - Hypsypops Gill, 1861
  - Lepidozygus Günther, 1862
  - Mecaenichthys Whitley, 1929
  - Microspathodon Günther, 1862
  - Nexilosus Heller & Snodgrass, 1903
  - Parma Günther, 1862
  - Plectroglyphidodon Fowler & Ball, 1924
  - Similiparma Hensley, 1986
  - Stegastes Jenyns, 1840
- Unterfamilie Chrominae Bonaparte, 1831
  - Azurina Jordan & McGregor, 1898
  - Chromis Cuvier, 1814
  - Preußenfische (Dascyllus) Cuvier, 1829
  - Pycnochromis Fowler, 1941
- Unterfamilie Glyphisodontinae Rafinesque, 1815
  - Abudefduf Forsskål, 1775
- Unterfamilie Pomacentrinae Bonaparte, 1831
  - Tribus Amphiprionini
    - Anemonenfische (Amphiprion Bloch & Schneider, 1801)

  - Tribus Cheiloprionini Whitley, 1929
    - Cheiloprion Weber, 1913
    - Chrysiptera Swainson, 1839
    - Dischistodus Gill, 1863
    - Pomachromis Allen & Randall, 1974

  - Tribus Hemiglyphidodontini Whitley, 1929
    - Acanthochromis Gill, 1863
    - Altrichthys Allen, 1999
    - Amblyglyphidodon Bleeker, 1877
    - Hemiglyphidodon Bleeker, 1877
    - Neoglyphidodon Allen, 1991

  - Tribus Pomacentrini Bonaparte, 1831
    - Amblypomacentrus Bleeker, 1877
    - Neopomacentrus Allen, 1975
    - Pomacentrus Lacepède, 1802
    - Pristotis Rüppell, 1838
    - Teixeirichthys Smith, 1953

Folgendes Kladogramm gibt die wahrscheinlichen Verwandtschaftsverhältnisse zwischen den Unterfamilien wieder:
|  | Chrominae                                                          |
|  |                                                                    |
|  | \| \| Glyphisodontinae \| \| \| \| \| \| Pomacentrinae \| \| \| \| |
|  |                                                                    |
|  | Glyphisodontinae                                                   |
|  |                                                                    |
|  | Pomacentrinae                                                      |
|  |                                                                    |

|  | Glyphisodontinae |
|  |                  |
|  | Pomacentrinae    |
|  |                  |

|  | Chrominae                                                          |
|  |                                                                    |
|  | \| \| Glyphisodontinae \| \| \| \| \| \| Pomacentrinae \| \| \| \| |
|  |                                                                    |
|  | Glyphisodontinae                                                   |
|  |                                                                    |
|  | Pomacentrinae                                                      |
|  |                                                                    |

|  | Glyphisodontinae |
|  |                  |
|  | Pomacentrinae    |
|  |                  |

## Aquarienhaltung

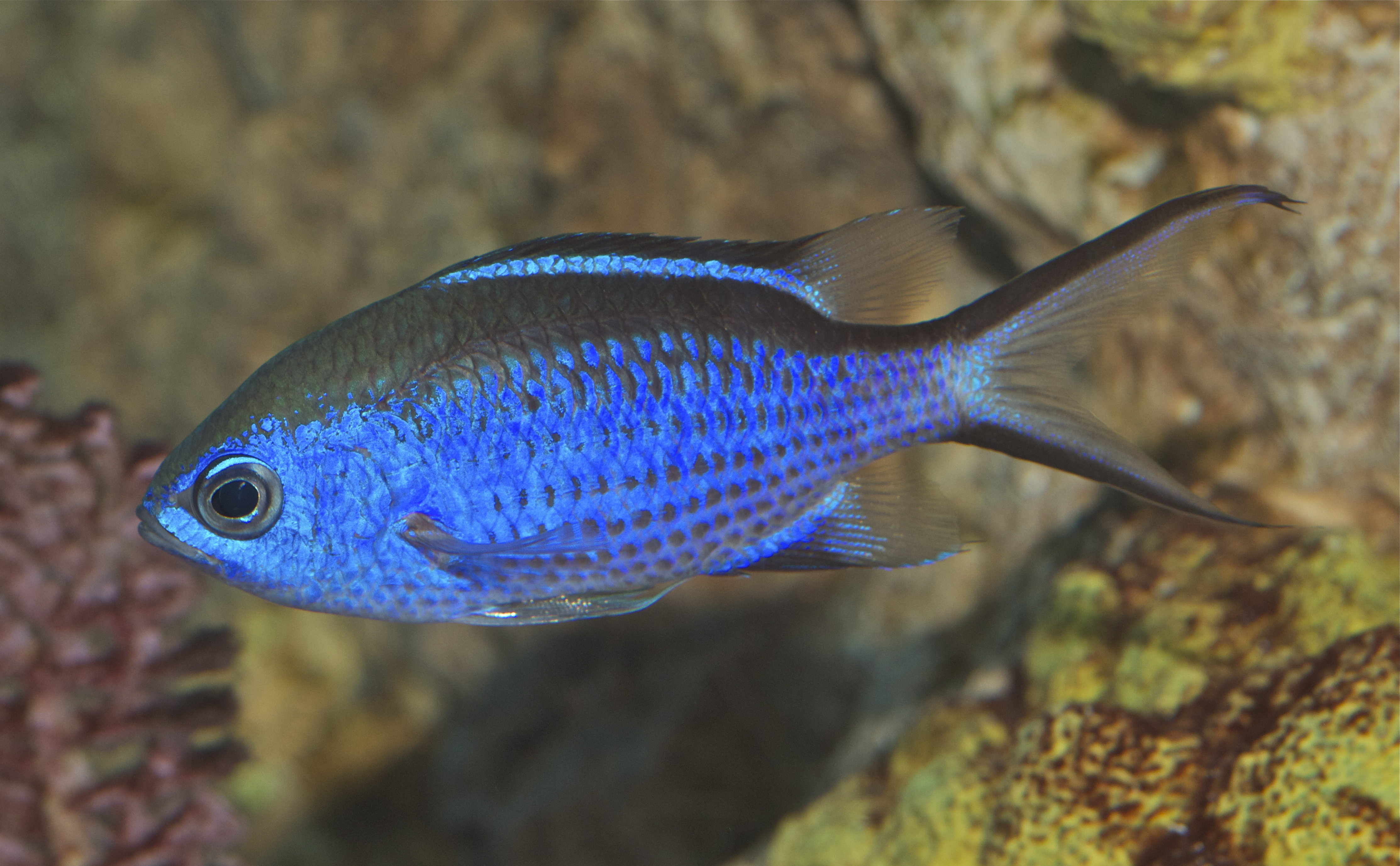
Blaues Schwalbenschwänzchen (Azurina cyanea)

Riffbarsche sind eine wichtige Fischfamilie für die Meerwasseraquaristik, da sie auch für den Anfänger in den meisten Fällen nicht allzu schwierig zu pflegen sind. Nur ihre Aggressivität bereitet oft Probleme. Dies gilt besonders für den oft angebotenen Dreipunkt-Preußenfisch (Dascyllus trimaculatus). Andere Arten, besonders Angehörige der Gattungen Microspathodon und Neoglyphodon, sind nur in ihrer Jugend attraktiv gefärbt und bekommen als adulte Fische eine einheitlich schlichte Färbung.
Neben den Anemonenfischen sind folgende Arten wegen ihrer schönen Farben und relativ geringen Aggressionsneigung als Aquarienfische besonders geeignet:

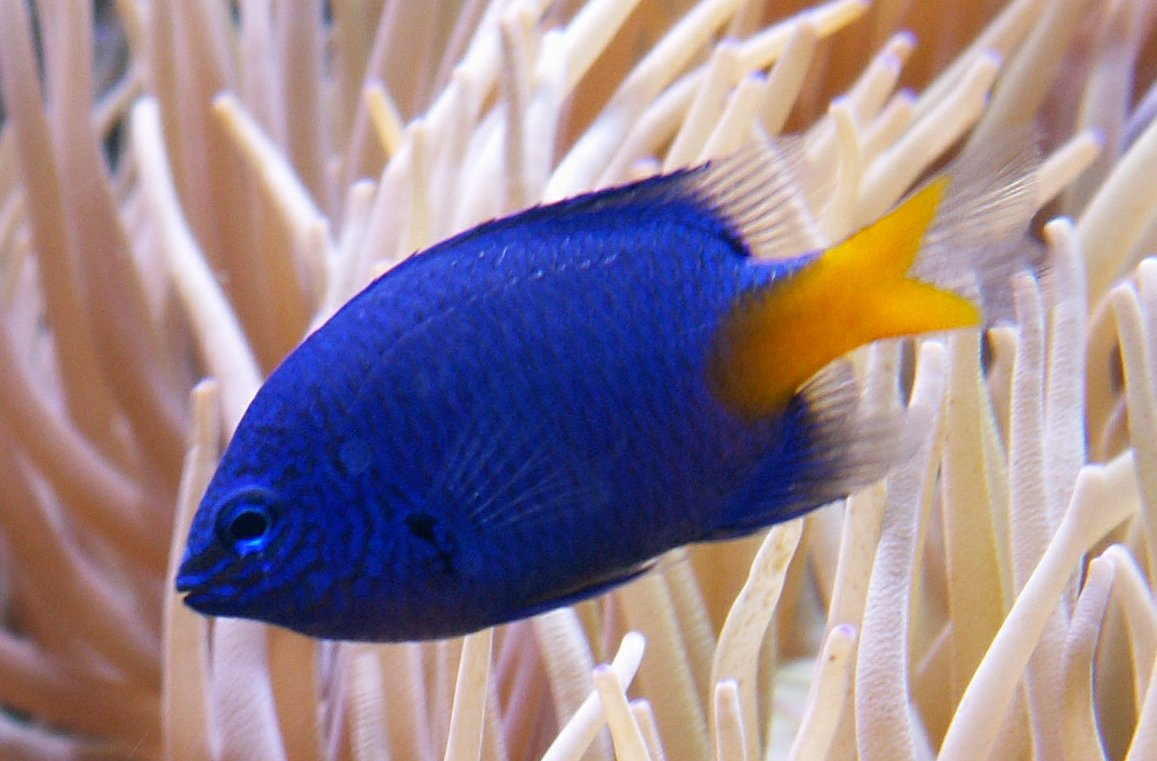
Gelbschwanz-Demoiselle (Crysiptera parasema)

- Blaues Schwalbenschwänzchen (Azurina cyanea)
- Schwarzachsel-Schwalbenschwänzchen (Chromis atripectoralis)
- Schwarzband-Schwalbenschwänzchen (Chromis retrofasciata)
- Grünes Schwalbenschwänzchen (Chromis viridis)
- Azur-Demoiselle (Crysiptera hemicyanea)
- Talbots Demoiselle (Crysiptera talboti)
- Gelbschwanz-Demoiselle (Crysiptera parasema)
- Rotmeer-Preußenfisch (Dascyllus marginatus)
- Vierbinden-Preußenfisch (Dascyllus melanurus)
- Gelbbauch-Demoiselle (Pomacentrus auriventris)
- Neon-Demoiselle (Pomacentrus coelestis)